# 多苞藤春
多苞藤春（学名：Alphonsea squamosa）是番荔枝科藤春属的植物。分布于越南以及中国大陆的广西、云南等地，生长于海拔2,280米的地区，一般生长在山地沟谷林中，目前尚未由人工引种栽培。

## 别名
牛奶果（广西龙州）